# Henryk Świątkowski

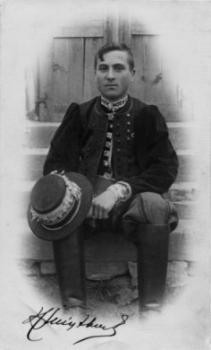
Henryk Świątkowski, ok. 1930

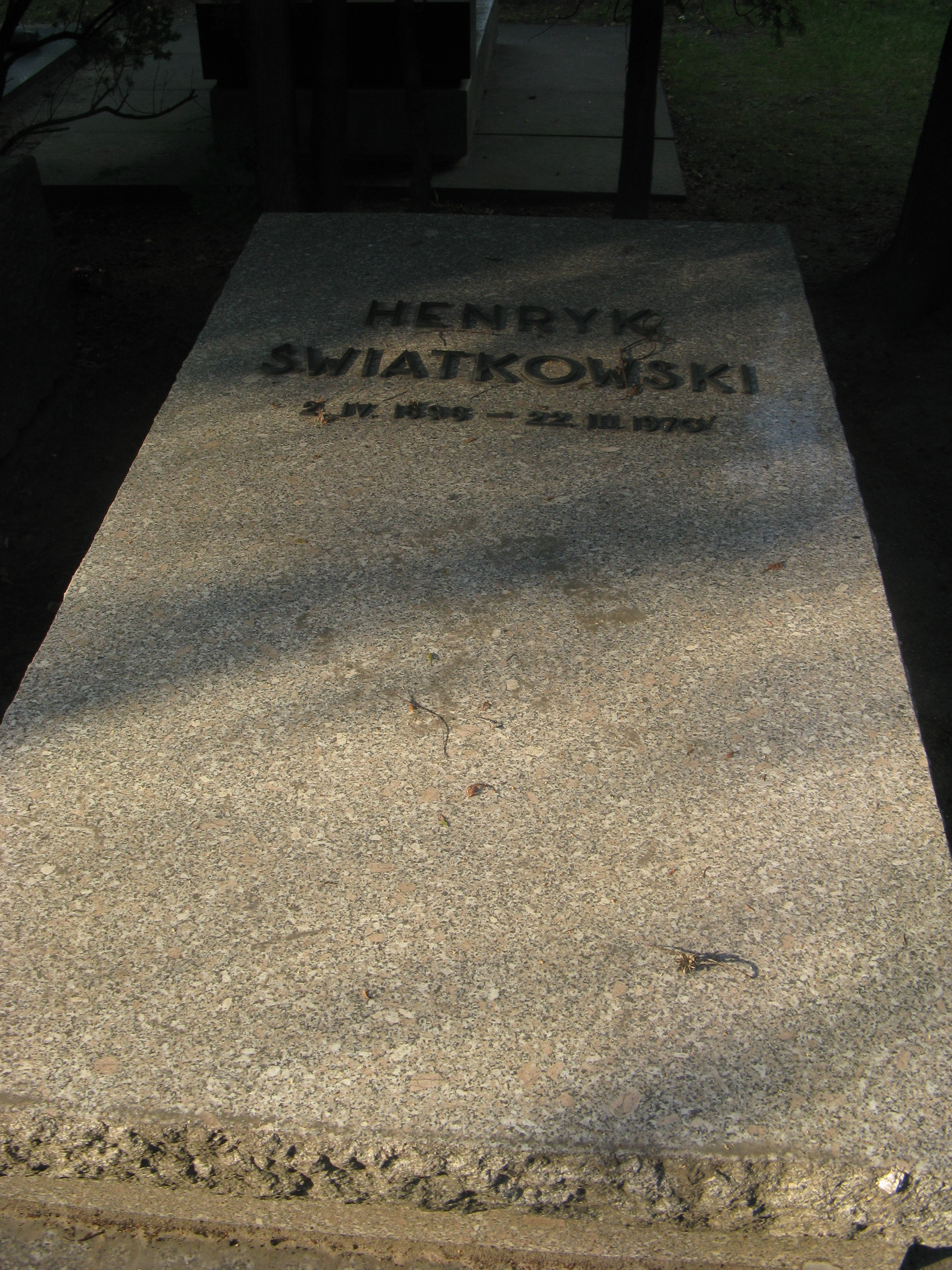
Grób Henryka Świątkowskiego na cmentarzu Wojskowym na Powązkach w Warszawie

Henryk Świątkowski (ur. 2 kwietnia 1896 w Dzierzążni, zm. 22 marca 1970 w Warszawie) – polski prawnik, adwokat, specjalista w dziedzinie prawa wyznaniowego i rolnego, nauczyciel akademicki Uniwersytetu Warszawskiego, poseł na Sejm II RP II i III kadencji, do Krajowej Rady Narodowej oraz na Sejm Ustawodawczy i Sejm PRL I kadencji. Działacz PPS i PZPR, pełnomocnik Rządu Rzeczypospolitej Polskiej na województwo pomorskie, minister sprawiedliwości w latach 1945–1956, przewodniczący Zarządu Głównego Towarzystwa Przyjaźni Polsko-Radzieckiej w okresie 1945–1950.

## Życiorys
Był synem Leokadii Świątkowskiej i nieznanego ojca. Od 1907 uczył się w gimnazjum w Płońsku, gdzie też zdał egzamin dojrzałości. Jako uczeń gimnazjum uczestniczył w tajnym kole samokształceniowym i kierował nielegalną organizacją harcerską. Jesienią 1915 wstąpił na nowo otwarty Uniwersytet Warszawski i studiował prawo i nauki polityczne. Przez pewien czas działał w Polskiej Organizacji Wojskowej oraz w organizacji młodzieży akademickiej Polskiego Stronnictwa Ludowego „Wyzwolenie”.
Od 1919 był żonaty z Jadwigą z Pyszkowskich. Mieli trzy córki: Henrykę, Jadwigę i Zofię.
Zmarł 22 marca 1970 w Warszawie, pochowany 26 marca 1970 w Alei Zasłużonych na cmentarzu Wojskowym na Powązkach (kwatera A2-tuje-4). W imieniu ówczesnych władz w pogrzebie uczestniczyli m.in. minister oświaty i szkolnictwa wyższego prof. Henryk Jabłoński, minister sprawiedliwości prof. Stanisław Walczak oraz rektor Uniwersytetu Warszawskiego prof. Zygmunt Rybicki.

### Działalność w okresie międzywojennym
W 1918 ukończył kurs dla urzędników administracyjnych Towarzystwa Kursów Wolnej Wszechnicy Polskiej w Warszawie. Po ukończeniu studiów był młodszym aplikantem w Sądzie Okręgowym w Warszawie (1921–1922). Po złożeniu egzaminu sędziowskiego pracował jako aplikant adwokacki, najpierw w Warszawie, a potem w Zamościu, w kancelarii adwokata Piotra Zubowicza, działacza ludowego i senatora z ramienia PSL „Wyzwolenie” (1923–1925). Następnie był adwokatem w Zamościu (1925–1934) i w Warszawie (1934–1939). Specjalizował się w zagadnieniach ochrony prawnej małorolnych chłopów, drobnych dzierżawców gruntów rolnych i robotników rolnych.
Udzielał się również w sprawach politycznych. W 1923 bronił przed Sądem Okręgowym w Zamościu 37 komunistów, oskarżonych o udział w tzw. powstaniu zamojskim w 1918. W 1926 wraz z adwokatem Teodorem Duraczem i kilku innymi obrońcami prawnymi prowadził z powodzeniem akcję protestacyjną przeciwko uchwale Rady Adwokackiej w Lublinie zakazującej adwokatom przyjmowania obrony w sprawach komunistycznych. W 1937 był obrońcą prawnym w „procesie czterdziestki” jednolitofrontowych działaczy młodzieżowych komunistów w Lublinie.
Od 1923 działał w Polskiej Partii Socjalistycznej, wchodząc m.in. w latach 1931–1934 w skład Rady Naczelnej PPS. Był również członkiem Zarządu Głównego Towarzystwa Uniwersytetu Robotniczego. W latach 30. opowiadał się za współpracą z komunistami w walce z narastającą groźbą faszyzmu.
W 1928 i 1930 wybierany był na posła na Sejm II RP II i III kadencji z listy PPS w okręgu wyborczym obejmującym powiaty: zamojski, biłgorajski i tomaszowski. W 1934 był współorganizatorem listy komunistów i socjalistów pod nazwą „Blok Robotniczo-Chłopski” w wyborach do Rady Miejskiej w Zamościu. W lipcu 1938 z listy PPS wszedł do Rady Miejskiej miasta stołecznego Warszawy.
Świątkowski był także działaczem ruchu wolnomyślicielskiego. Należał do współzałożycieli Stowarzyszenia Obrony Wolności Sumienia w Polsce oraz miesięcznika „Wolność Sumienia”. Działalność zawodową i polityczną łączył z pracą naukową. Był autorem monografii z zakresu prawa wyznaniowego oraz artykułów publikowanych m.in. w „Gazecie Sądowej Warszawskiej”, „Głosie Sądownictwa”, „Głosie Prawa”, „Wolności Sumienia”.

### Okupacja hitlerowska
Po najeździe Niemiec na Polskę we wrześniu 1939 pozostał w Warszawie. Pracował jako radca prawny w Spółdzielni Mieszkaniowej „Domy Spółdzielcze”. 12 lipca 1940 został aresztowany przez Gestapo i osadzony w więzieniu na Pawiaku, a 15 sierpnia tego roku przewieziono go do obozu koncentracyjnego Auschwitz-Birkenau, gdzie pozostał do 8 października 1941, kiedy to niespodziewanie go zwolniono. Powrócił wówczas do Warszawy i przez przeszło półtora roku chorował na gruźlicę. W latach 1943–1944 nauczał prawa wyznaniowego w Wyższej Szkole Biblijnej Kościoła Metodystycznego w Generalnym Gubernatorstwie.
Następnie włączył się w pracę konspiracyjną w szeregach Robotniczej Partii Polskich Socjalistów, do której przeszedł z PPS. Od maja 1944 był członkiem Prezydium Rady Naczelnej RPPS oraz posłem do Krajowej Rady Narodowej. Walczył jako oficer oświatowy o pseudonimie „Lech” w powstaniu warszawskim w szeregach Armii Ludowej w Śródmieściu. Po upadku powstania, z grupą działaczy RPPS dotarł na Podhale i w rejonie Turbacza działał w oddziale partyzanckim AL.

### Organizator administracji państwowej na Pomorzu
Po wojnie przystąpił do „lubelskiej” PPS. W końcu stycznia 1945 stanął na czele rządowej grupy operacyjnej, która miała organizować administrację państwową i samorządową na Pomorzu. Grupa ta 2 lutego 1945 przybyła do Torunia, wyznaczonego początkowo na stolicę województwa pomorskiego. 2 marca tego roku stolicę przeniesiono do Bydgoszczy. Świątkowski jako pełnomocnik Rządu RP na województwo pomorskie urzędował od kwietnia 1945 w Bydgoszczy. Za najpilniejsze zadanie stojące przed administracją pomorską uznał sprawne przeprowadzenie siewów wiosennych oraz odbudowę życia gospodarczego.
11 lutego 1945 zgłosił inicjatywę powołania uniwersytetu w Toruniu, a od 13 kwietnia tego samego roku był przewodniczącym Komitetu Organizacyjnego Uniwersytetu. 14 kwietnia 1945 był współautorem rezolucji Pomorskiej Wojewódzkiej Rady Narodowej w Bydgoszczy w sprawie założenia na terenie Pomorza dwóch wyższych uczelni, a mianowicie uniwersytetu w Toruniu i politechniki w Bydgoszczy, z tym żeby przy jednym z tych zakładów był koniecznie uruchomiony wydział rolny. W uzasadnieniu rezolucji podkreślano, iż ziemia pomorska ze względu na swą wagę ogólnopaństwową i ze względu na silną germanizację w czasie okupacji (...) wymaga obecnie szczególnej uwagi i opieki tak Rządu, jak i społeczeństwa. Likwidacja zaś uniwersytetu wileńskiego, lwowskiego, politechniki lwowskiej, zniszczonej warszawskiej i gdańskiej, stwarza możliwości otwarcia tych uczelni. Toruń i Bydgoszcz posiadają odpowiednie warunki do ulokowania i odpowiedniego uposażenia tych zakładów. 8 maja 1945 przekazał czynności urzędowe Kazimierzowi Pasenkiewiczowi, działaczowi PPS, mianowanemu wojewodą pomorskim.

### Minister sprawiedliwości
Po wojnie pełnił mandat na Sejm Ustawodawczy i Sejm PRL I kadencji. 11 kwietnia 1945 został mianowany podsekretarzem stanu w Ministerstwie Sprawiedliwości, od maja 1945 sprawował stanowisko ministra sprawiedliwości, na którym pozostał do odwołania w kwietniu 1956. Wiosną 1945 z jego polecenia podjęto śledztwo dotyczące zbrodni na polskich oficerach w Katyniu, a jego prowadzenie powierzył prokuratorowi Jerzemu Sawickiemu. Celem śledztwa było wówczas zafałszowanie i zatajenie zbrodni.
Pod jego kierownictwem dokonano unifikacji i laicyzacji prawa rodzinnego i prawa o aktach stanu cywilnego oraz zapoczątkowano prace nad kodyfikacją prawa cywilnego i karnego. Po egzekucji 11 członków załogi KL Stutthof w Gdańsku 4 lipca 1946 (zob. artykuł) i gauleitera „Warthegau” – Arthura Greisera zakazał publicznych egzekucji.
Wniósł poważny wkład w prace komisji przygotowującej projekt Konstytucji PRL z 1952. Jednocześnie jako wieloletni minister sprawiedliwości był współodpowiedzialny za wykorzystywanie sądownictwa do represjonowania opozycji politycznej i działaczy niepodległościowych.

### Działalność naukowa
30 kwietnia 1947 został mianowany profesorem zwyczajnym prawa wyznaniowego na Wydziale Prawa UW, zaangażowany w prace Komitetu Słowiańskiego w Polsce. Następnie kierował Katedrą Prawa Rolnego, a w latach 1958–1962 był dziekanem Wydziału Prawa UW. Utworzył w nim Katedrę Prawa Wyznaniowego. W latach 1957–1963 uczestniczył w pracach Zespołu Rzeczoznawców Prawa działającego w ramach Sekcji Studiów Uniwersyteckich Rady Głównej Szkolnictwa Wyższego. Współpracował z Wyższą Szkołą Nauk Społecznych przy KC PZPR.
Od 1966, mimo przejścia na emeryturę, kontynuował pracę naukową. Współpracował blisko z Instytutem Nauk Prawnych Polskiej Akademii Nauk i był długoletnim członkiem jego Rady Naukowej. Był współzałożycielem Zrzeszenia Prawników Polskich i wieloletnim członkiem jego najwyższych władz oraz Stowarzyszenia Ateistów i Wolnomyślicieli.
Bibliografia jego prac obejmuje ok. 300 publikacji. Na ten dorobek naukowy składają się monografie, podręczniki akademickie, studia i artykuły, recenzje oraz głosy zamieszczane w pismach prawniczych.

### Działalność polityczna w PPS i PZPR
Prowadził aktywną działalność polityczną. 25 lutego 1945 dokooptowano go do Tymczasowej Rady Naczelnej PPS i powierzono funkcję przewodniczącego Prezydium tej Rady. Objął również stanowisko przewodniczącego Centralnego Sądu Partyjnego PPS (do września 1946). Współorganizował Polską Partię Socjalistyczną w Bydgoszczy i Toruniu.
W latach 1945–1948 zasiadał nieprzerwanie w naczelnych władzach PPS. Okresowo był wiceprzewodniczącym, a w okresie od maja do grudnia 1948 – przewodniczącym Centralnego Komitetu Wykonawczego PPS. Był zwolennikiem współdziałania z Polską Partią Robotniczą i opowiadał się za usunięciem z władz PPS przeciwników jednolitego frontu z komunistami.
Na Kongresie Zjednoczeniowym PPR i PPS w grudniu 1948 został wybrany do Komitetu Centralnego nowo utworzonej Polskiej Zjednoczonej Partii Robotniczej. W gremium tym zasiadał do marca 1954. Ponadto wchodził w skład Biura Politycznego, Sekretariatu i Biura Organizacyjnego KC PZPR (do 1950). Od 1945 do 1950 był przewodniczącym Zarządu Głównego Towarzystwa Przyjaźni Polsko-Radzieckiej. W listopadzie 1949 został członkiem Ogólnokrajowego Komitetu Obchodu 70-lecia urodzin Józefa Stalina.

## Publikacje
- Ochrona pracy robotników rolnych, Warszawa 1937 (współautor),
- Wyznania religijne w Polsce te szczególnym uwzględnieniem ich stanu prawnego. Cz. I Wyznania i związki religijne, Warszawa 1937 – monografia,
- Z praktyki sądów konsystorskich, Warszawa 1938 – monografia,
- Stan prawny Polskiego Autokefalicznego Kościoła Prawosławnego, Warszawa 1939 – monografia,
- Stosunek państwa do kościoła w różnych krajach, Warszawa 1952 – monografia,
- Wyznaniowe prawo państwowe. Problematyka prawa wolności sumienia w PRL, Warszawa 1962 – monografia,
- Prawo rolne, Warszawa 1962 i 1966 – podręcznik.

## Ordery i odznaczenia
- Order Sztandaru Pracy I klasy
- Krzyż Komandorski z Gwiazdą Orderu Odrodzenia Polski (19 lipca 1946)[11]
- Order Sztandaru Pracy II klasy
- Medal za Warszawę 1939–1945 (17 stycznia 1946)[12]
- Medal Zwycięstwa i Wolności 1945
- Złota Odznaka honorowa „Za Zasługi dla Warszawy” (23 maja 1967)[13]
- Złota Odznaka Zasłużonego Działacza Zrzeszenia Prawników Polskich
- Krzyż Wielki Orderu Lwa Białego (Czechosłowacja, 1949)[14]
- Krzyż Wielki Orderu Zasługi Republiki Węgierskiej (Węgry, 1948)[15]

## Upamiętnienie
Był patronem ulicy w Warszawie (w 2017 decyzją Rady m.st. Warszawy został pozbawiony patronatu).